# Radu Câmpeanu

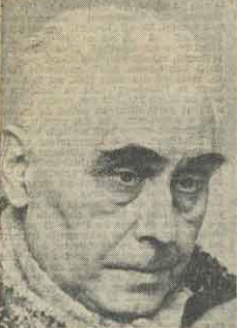
Radu Câmpeanu

Radu-Anton Câmpeanu (* 28. Februar 1922 in Bukarest, Königreich Rumänien; † 19. Oktober 2016 ebenda) war ein rumänischer Politiker der PNL. Er studierte an der Universität Bukarest und promovierte in 1945. Er war der erste postrevolutionäre Präsident der PNL nach der rumänischen Revolution von 1989 und auch der erste Präsidentschaftskandidat der Partei bei der rumänischen Präsidentschaftswahl 1990. Er verlor die Wahlen gegen den Neokommunisten Ion Iliescu (FSN).
Câmpeanu war außerdem von 1990 bis 1992 und erneut von 2004 bis 2008 Mitglied des rumänischen Senats.